# Thích Nữ Tín Liên
Ni sư Thích Nữ Tín Liên (sinh năm 1951) là nữ tu sĩ và giảng sư Phật giáo Việt Nam. Là một một nhà hoạt động xã hội, Ni sư được bầu vào các chức vụ Ủy viên Ủy ban Trung ương Mặt trận Tổ quốc Việt Nam, Ủy viên Ban chấp hành Hội Liên hiệp Phụ nữ Việt Nam Thành phố Hồ Chí Minh, Ủy viên Hội đồng Trị sự Trung ương Giáo hội Phật giáo Việt Nam, Ủy viên Ban Giáo dục Tăng ni Trung ương, Ủy viên Ban Phật giáo quốc tế Trung ương Giáo hội phật giáo Việt Nam, Đoàn Giảng sư Ban Hoành pháp Trung ương Giáo hội Phật giáo Việt Nam, Ủy viên Ban Trị sự Thành hội Phật giáo Thành phố Hồ Chí Minh, Ủy viên Viện Nghiên cứu Phật học Việt Nam tại thành phố Hồ chí Minh. Ni sư cũng được giới thiệu và trúng cử đại biểu quốc hội Việt Nam khóa XIV nhiệm kì 2016-2021, thuộc đoàn đại biểu quốc hội Thành phố Hồ Chí Minh, là một trong 21 đại biểu không phải là đảng viên Đảng Cộng sản Việt Nam trúng cử đại biểu Quốc hội khóa XIV.

## Xuất thân
Ni sư thế danh là Nguyễn Thị Yến, sinh ngày 10 tháng 2 năm 1951, quê quán ở làng Tân Thành, tổng An Phước, quận Hồng Ngự, tỉnh Châu Đốc (nay là xã Tân Thành A, huyện Tân Hồng, tỉnh Đồng Tháp). Sinh trưởng trong một gia đình trung nông Nam Bộ, là con thứ 3 trong gia đình, lúc chưa xuất gia, Ni sư còn có tên là Tư Yến theo thông tục miền Nam.
Sau khi tốt nghiệp ngành sư phạm, tháng 12 năm 1973, Ni sư được cử về làm giáo viên môn vạn vật (sinh học) của trường trung học đệ nhị cấp (cấp III) Nguyễn Chánh Sắt, quận Tân Châu, tỉnh Châu Đốc (nay thuộc thị xã Tân Châu, tỉnh An Giang)
Việc dạy học của Ni sư bị gián đoạn sự kiện 30 tháng 4 năm 1975. Khi Việt Nam thống nhất, Ni sư tham gia công tác tại Đoàn Thanh niên Cộng sản Hồ Chí Minh và Ủy ban Mặt trận Tổ quốc Việt Nam huyện Phú Châu, tỉnh An Giang. Tuy nhiên, đến tháng 6 năm 1981, Ni sư nghỉ công tác để về phụ giúp gia đình.
Tháng 8 năm 1982, Ni sư xuất gia tại Tịnh xá Ngọc Phương (quận Gò Vấp, Thành phố Hồ Chí Minh), học tập Giáo lý và chương trình Cử nhân Phật học tại Thành phố Hồ Chí Minh. Từ tháng 10 năm 1988 đến tháng 11 năm 1991, Ni sư được cử công tác tại Văn phòng 2 Trung ương Giáo hội Phật giáo Việt Nam (Văn phòng Chùa Xá Lợi) (1988 - 1989) và Viện Nghiên cứu Phật học Việt Nam - Thành phố Hồ Chí Minh (1989 - 1991).
Từ tháng 11 năm 1991 đến tháng 12 năm 2002, Ni sư du học ở Ấn Độ, lấy bằng Tiến sĩ Phật học, sau đó tu thiền ở Myanmar.
Từ tháng 1 năm 2003, Ni sư là Giảng viên Học viện Phật giáo Việt Nam tại Thành phố Hồ Chí Minh; Ủy viên Ủy ban Trung ương Mặt trận Tổ quốc Việt Nam khóa 6, 7, 8 (từ năm 2004 đến nay); Ủy viên Ban Chấp hành Hội Liên hiệp Phụ nữ Thành phố Hồ Chí Minh (từ năm 2006 đến nay). Bà được bầu là Ủy viên Hội đồng Trị sự Trung ương Giáo hội Phật giáo Việt Nam (từ năm 2007 đến nay), Ủy viên Ban Phật giáo Quốc tế Trung ương, Ủy viên Ban Trị sự Giáo hội Phật giáo Thành phố Hồ Chí Minh (nhiệm kỳ 2012 - 2017).

## Đại biểu quốc hội khóa XIV nhiệm kì 2016-2021
Bà ứng cử đại biểu quốc hội Việt Nam lần đầu tiên vào tháng 5 năm 2016, ở đơn vị bầu cử số 8, Thành phố Hồ Chí Minh gồm có quận 12 và quận Gò Vấp.
Trong chương trình hành động vận động cử tri, bà cho biết mục đích ứng cử của bà là để "noi theo gương hạnh của Phật Tăng xưa, của Bác Hồ kính yêu, bằng nhiệt tâm, tấm lòng yêu nước, thương dân, tôi muốn chan hòa tình thương mến của mình, lo cho tất cả mọi người, mọi loài chúng sanh, đặc biệt với dân tộc, quê hương, đồng bào ruột thịt".
Kết quả, bà là một trong 21 đại biểu không phải là đảng viên Đảng Cộng sản Việt Nam trúng cử đại biểu Quốc hội khóa XIV, với tỉ lệ 65,75% số phiếu.

### Hoạt động thảo luận các dự án luật
Ngày 8 tháng 11 năm 2017, tại phiên thảo luận tổ về dự thảo luật Tố cáo (sửa đổi), trước đề nghị của ông Ngô Tuấn Nghĩa, đại biểu cùng đoàn Thành phố Hồ Chí Minh với bà là không nên đưa cán bộ công chức đã nghỉ hưu vào luật, bà đã không đồng tình, cho rằng nếu làm như vậy là vô lý và sẽ để lọt tội phạm. Ông Ngô Tuấn Nghĩa lúc này đương là Thiếu tướng Quân đội nhân dân Việt Nam, Phó Chính ủy Bộ Tư lệnh Thành phố Hồ Chí Minh.

### Chất vấn
Ngày 15 tháng 11 năm 2017, bà đã chất vấn Chánh án Tòa án nhân dân tối cao Việt Nam Nguyễn Hòa Bình về quy trình giải quyết đơn đề nghị giám đốc thẩm, tái thẩm và trách nhiệm thông báo của Toà án sau khi nhận đơn đề nghị giám đốc thẩm, tái thẩm cũng như việc hoãn thi hành án của Chủ tịch Ủy ban nhân dân tỉnh hoặc huyện. Sau đó ông Nguyễn Hòa Bình đã có văn bản trả lời bà.

## Tặng thưởng
- Kỷ niệm chương Vì sự nghiệp đại đoàn kết dân tộc năm 2015 của Ủy ban Trung ương Mặt trận Tổ quốc Việt Nam;
- Bằng khen của Ban Điều phối Quốc gia tổ chức Đại Lễ Phật Đản Liên Hợp Quốc năm 2008;
- 3 Bằng khen do Hội Liên hiệp Phụ nữ Việt Nam, Hội Liên hiệp Phụ nữ Thành phố trao tặng năm 2010 và 2015.